# Jeanne-Sibylle de Hanau-Lichtenberg
Jeanne-Sibylle de Hanau-Lichtenberg (6 juillet 1564, au Château de Lichtenberg – 24 mars 1636 à Runkel) est le premier enfant de Philippe V de Hanau-Lichtenberg de son premier mariage avec la comtesse Louise-Marguerite de Deux-Ponts-Bitche (1540-1569).

## Biographie
Le 1er février 1582, Jeanne Sibylle épouse le comte Guillaume IV de Wied-Runkel et Isenbourg (1581 – 13 septembre 1612), le fils du comte Jean IV de Wied-Runkel et Isenbourg (d. 15 juin 1581) et de Catherine de Hanau, comtesse de Wied (1525-1581). Guillaume succède à son père en 1581 en tant que le comte de la haute-Wied (Runkel et Dierdorf) et dans le reste de Wied, en 1595.

## Descendance
1. Julienne (d. 24 août 1635), mariée le 18 mai 1634 au comte Louis IV de Löwenstein-Wertheim (1598-1657)
2. Élisabeth (24 août 1593 – 28 juin 1635), mariée le 13 septembre 1614 à Philippe de Solms-Hohensolms-Lich
3. Catherine-Philippine-Walpurgis (d. 1647), mariée le 29 octobre 1611 à Schadeck à Christophe de Leiningen-Westerbourg (d. 1635)
4. Marie-Anne-Madeleine, mariée en 1628 à Adolphe de Wylich-Döringen
5. Émilie
6. Jeannette